# Ole Ritter
Ole Jørgen Phister Ritter (nascido em 29 de agosto de 1941) é um ex-ciclista dinamarquês, conhecido principalmente por ter quebrado o recorde da hora em 1968. Profissional de 1967 à 1978.
Durante as Olimpíadas de Tóquio 1964, Ritter representou sua nação competindo em duas provas de ciclismo: terminou em 74º na estrada e em sétimo nos 100 km de contrarrelógio por equipes. Entre seus principais resultados incluem três vitórias de etapa conquistadas no Giro d'Italia, em 1967, 1969 e 1971.